# Atlántico Ramón Forés
Atlántico Ramón Forés (Formosa, 15 de noviembre de 1912 - Formosa, 19 de mayo de 1985) fue un político argentino, del radicalismo, casi una figura patriarcal consolidó una gran amistad con los líderes del partido a nivel nacional, desde Ricardo Balbín, Antonio Tróccoli y otros que venían de la larga lucha de 1946.
Forés, hecho en el trabajo desde muy joven, descolló en las tareas agropecuarias, consolidó un establecimiento ganadero en el sur provincial que fue modelo en su tiempo.
En la actividad política, siguió a su amigo Ricardo Balbín luego de la división de 1956 y por el Radicalismo del Pueblo. En 1957 fue elegido «a dedo» convencional constituyente provincial, teniendo el honor de presidir las deliberaciones de la convención que sancionó la Constitución Provincial.
Fue hombre de reserva del radicalismo formoseño para cuando difíciles circunstancias necesitaban su presencia y de su experiencia; en caso contrario prefería el anonimato de la militancia antes que la figuración en los cargos públicos.
En 1964 fue ministro de Gobierno del Poder Ejecutivo ejercido por el gobernador Alberto Domingo Montoya.
Falleció en Formosa el 19 de mayo de 1985 a los 72 años de edad.
- Datos: Q5710952